# Општина Топлец
Општина Топлец (рум. Comuna Topleț) општина је у Румунији у округу Караш-Северин.
Oпштина се налази на надморској висини од 201 m.

## Становништво и насеља
Општина Топлец је на попису 2011. године имала 2.625 становника, за 298 (10,20%) мање од претходног пописа 2002. године када је било 2.923 становника. Већину становништва чине Румуни.
| Етнички састав према попису из 2011.‍ | Етнички састав према попису из 2011.‍ | Етнички састав према попису из 2011.‍ | Етнички састав према попису из 2011.‍ | Етнички састав према попису из 2011.‍ |
| ------------------------------------ | ------------------------------------ | ------------------------------------ | ------------------------------------ | ------------------------------------ |
|                                      |                                      |                                      |                                      |                                      |
| Румуни                               | Румуни                               |                                      | 2.409                                | 91,77%                               |
| Роми                                 | Роми                                 |                                      | 92                                   | 3,50%                                |
| Немци                                | Немци                                |                                      | 11                                   | 0,42%                                |
| Мађари                               | Мађари                               |                                      | 5                                    | 0,19%                                |
| Чеси                                 | Чеси                                 |                                      | 3                                    | 0,11%                                |
| Остали                               | Остали                               |                                      | 4                                    | 0,15%                                |
| Непознато                            | Непознато                            |                                      | 101                                  | 3,85%                                |

### Насеља
Општина се састоји из 2 насеља.
| Насеље         | Изворни назив | Бр. ст. (2002) | Бр. ст. (2011) |
| -------------- | ------------- | -------------- | -------------- |
| Барза          |               | 545            | 502            |
| Топлец         |               | 2.378          | 2.123          |
| Општина Топлец |               | 2.923          | 2.625          |